# La Harengère
La Harengère is een gemeente in het Franse departement Eure (regio Normandië) en telt 418 inwoners (1999). De plaats maakt deel uit van het arrondissement Bernay.

## Geografie
De oppervlakte van La Harengère bedraagt 3,6 km², de bevolkingsdichtheid is 116,1 inwoners per km².
De onderstaande kaart toont de ligging van La Harengère met de belangrijkste infrastructuur en aangrenzende gemeenten.

## Demografie
Onderstaande figuur toont het verloop van het inwonertal (bron: INSEE-tellingen).